# Русский драматический театр имени М. Горького
Государственный академический русский театр драмы имени М. Горького — старейший театр драмы в Астане.

## История
Один из старейших театров Казахстана, Государственный Академический русский театр драмы им. М. Горького города Астаны был создан в конце XIX века. 
В 1899 году , «по заявлению любителей драматического искусства», Городской Управой Акмолинска были ассигнованы 100 рублей, купец-меценат Кубрин выделил ещё столько же, в результате чего был заложен фундамент нынешнего столичного русского театра драмы.
В 1920—1930-е годы театр набирает свою мощь и силу: серьёзно комплектуется штат театра. Наряду с артистами разных амплуа, на работу принимают художников, гримеров, декораторов, реквизиторов. Режиссёр Т. Сергеева преподает молодым талантам актёрское мастерство, историю искусств, поэзию, дикцию. Однако, все это время театр работает то в Народном доме, то в закрытом Александро-Невском соборе, то в Летнем театре, не имея возможности работать зимой. Здание театра занято 1-м и 2-м городскими судами. И только в 1939 году, театру отдают его здание, в котором он находится по сей день.
Не прекращает свою работу театр и в годы Великой Отечественной войны. В 1940-е годы Акмолинский театр становится одним из ведущих творческих коллективов Казахстана. Самыми популярными спектаклями военного и послевоенного времени становятся: «Жди меня» и «Русские люди» К. Симонова, «Последние» М. Горького, «Платон Кречет» А. Корнейчука и другие. В 1943 году начинает свою работу казахское отделение. Первыми постановками этого периода стали «Жарыс» («Соревнование») по пьесе Г. Мустафина, затем последовали «Козы-Корпеш и Баян Сулу», «Алдар Косе» и другие.С начала 1950-х годов труппа театра пополнилась новыми артистами и режиссёрами, среди который Народный артист КССР Евгений Орел. Театр набирал популярность в родных просторах и за пределами. В 1957 году спектакль «Пучина» по пьесе А. Островского был отмечен на Всесоюзном смотре «Театральная весна». С 1959-го года начинает носить имя Максима Горького.
В 1964 году главным режиссёром становится Александр Смеляков, а уже в 1966 — Илья Сермягин, который привозит своих актёров, ставших звёздами театра. Спектакль «Сакен Сейфуллин» по пьесе С. Муканова, впервые поставленный на русском языке, был удостоен Диплома 1-й степени на Республиканском смотре. 1970—1980-е годы были особо творческого успешны. Любовью у горожан пользовались спектакли «Валентин и Валентина» М. Рощина, «Голубые олени» А. Коломийца, «Мамаша Кураж и её дети» Б. Брехта, «Уступи место завтрашнему дню» по пьесе В. Дельмар и многие другие.
1990-е годы стали для горьковцев одними из самых сложных и успешных. Несмотря на тяжелое материальное положение, театр успешно выступает с пьесами национальной драматургии: «Чингисхан» И. Оразбаева (1992 год), «Рано прозрел в поисках истины.» по роману «Путь Абая» М. Ауэзова в постановке Азербайджана Мамбетова (1995 год), «Хан Кене» М. Ауэзова (1997 год). В это же время по стране проходят гастроли: «Борис Годунов» А. Пушкина и «Бесы» Ф. Достоевского.
На сцене русского драматического театра в разные годы служили: Народный артист Казахской ССР Е. Орел — первый режиссёр Целинного краевого театра, Заслуженные артисты Казахской ССР Е. Марусина, С. Групп, Н. Миловидов, А. Ходаев, И. Горошевич, Н. Назарковская, А. Червов, Заслуженная артистка Молдавии Р. Светинская, Заслуженный артист БАССР Д. Терентюк, лауреат Государственной премии СССР М. Ковалева, Народный артист РК В. Архипенков, Заслуженный деятель культуры РК, кавалер ордена «Курмет» С. Прилуцкая и многие другие, чьи имена, фотокарточки и светлые образы хранят в себе не только сердца молодых артистов и вековые стены здания, но и богатый театральный музей.
Яркое разнообразие талантливых горьковцев дополняют и те, кому мы обязаны смелыми решениями и громкими премьерами — нашим режиссёрам. Волевым характером и удивительным владением всей палитрой искусств обладали Заслуженный деятель искусств Казахской ССР И. Сермягин, Заслуженный деятель РК, обладатель серебряной медали им. А. Попова Ж. Омаров, Народный артист РК СССР, Лауреат Государственных премий СССР и РК, обладатель ордена «Халық Қаһарманы» А. Мамбетов, Заслуженный деятель искусств РК Ю. Ханинга-Бекназар, вдохнувший новое экспериментальное направление, а также режиссёры из России и Европы А. Каневский, В. Тыкке, О. Зарянкин, Л. Чигин, В. Бородин, Ю. Кокорин, Е. Геворкян, Й. Вайткус и другие. Во главу своих художественных устремлений создатели русской драмы им. М. Горького ставили актёрский ансамбль, подлинное проникновение во внутренний мир героев, в психологию человека. Они стремились вернуть на сцену живого человека, и в их героях зрители узнавали самих себя.
В репертуаре театра более 20-ти спектаклей по произведениям отечественной и мировой драматургии, представляющих широкий спектр жанров и эстетических направлений, интересных зрителям всех возрастных категорий. Обязательной традицией театра стало воспитание своего зрителя с самых юных лет. Так, для маленьких ценителей искусства в репертуаре 12 музыкальных сказок.
В 2007 году столичный театр им. М. Горького вступил в Ассоциацию русских театров, созданную по инициативе Центра поддержки русских театров за рубежом при Союзе театральных деятелей Российской Федерации города Москвы. Впервые премию Московского правительства «Соотечественник» за пропаганду русской культуры и искусства на территории Казахстана вручили Народному артисту Кыргызстана С. Матвееву, Заслуженной артистке Казахстана Н. Косенко, Л. Абасовой.
Коллектив гастролирует во многих городах Казахстана и России, а также участвует в престижных отечественных и зарубежных театральных фестивалях. В числе последних — участие и занятое первое место в Республиканском театральном фестивале в г. Алматы (спектакль Хан-Кене" М. Ауэзова (1994 год); участие и занятое первое место в Республиканском фестивале драматических театров в г. Жезказгане (1996 год), участие и получение Гран-при в Республиканском фестивале драматических театров в г. Петропавловске (2001 год); участие и победа в Международном фестивале творческой молодёжи «Шабыт» (2001, 2003 и 2004 года); участие в Международном фестивале русских драматических театров России и стран ближнего зарубежья в Саранске (Мордовия, 2006 год), по итогам которой коллектив был приглашен на гастроли в Москву; участие в IX, XII и XIV Международном фестивале русских театров стран СНГ и Балтии «Встречи в России» в Санкт-Петербурге (2007, 2010 и 2012 года), где театр был удостоен Почетного диплома; выступление на Международном театральном фестивале, проходившем в рамках Всемирного конгресса, посвященного году русского языка в Гранаде (Испания, 2007 год), где артисты театра стали Лауреатами фестиваля; поездка на III Международный театральный сезон, посвящённый творчеству У. Шекспира в Пекин (Китай, 2008 год); гастроли в южно-уральскую столицу России Челябинск в апреле 2009 года; участие в XVII и XVIII Республиканском фестивале драматических театров (осень 2009 и 2010 года), гастроли в городах Алматы, Кызылорда, Караганда, Шымкент, Усть-Каменогорск, Степногорск, Актау, Костанай, Семей, Павлодар, Уральск; участие в III Международном фестивале драматических театров стран Северного Кавказа и государств Черноморско-Каспийского регионов в Махачкале (Республика Дагестан, 2011 год), участие в уникальном гастрольном проекте в Венгрии со спектаклем «Султан Бейбарс» Р. Отарбаева в ноябре 2011 года, участие в Республиканском фестивале драматических театров, посвященном 90-летию Т. Ахтанова в г. Актобе (2013 год).
В 2012 году театру был присвоен статус «Академического» театра. Начиная с 2013 года театр выступает и принимает гостей в рамках фестиваля «Сахнадан салем!».
В 2014 году театр гастролировал в г. Уфе и г. Петропавловске, принимал участие в IV Международном фестивале драматических театров республик Северного Кавказа и государств Черноморско-Каспийского регионов в г. Махачкале (Республика Дагестан), в Международном  фестивале «Славянские театральные встречи» в г. Гомель.
В программе IV Международного фестиваля драматических театров республик Северного Кавказа и государств Черноморско-Каспийского регионов, помимо театра Горького, были представлены 17 русских театров, в том числе из Грузии, Азербайджана, Германии, Болгарии, Македонии и других стран. Спектакль «Последнее причастие», привезенный горьковцами, вызвал большой резонанс: впервые за всю историю фестиваля коллектив русского театра приехал с постановкой по национальной драматургии. Философский смысл спектакля, глубина традиций казахского народа, проникновенная игра актеров — все было верно понято и высоко оценено членами взыскательного жюри и простыми зрителями. По завершении фестиваля театр был награжден почетным дипломом лауреата и статуэткой — символом фестиваля.
На фестивале «Славянские театральные встречи», в жури которого значились критики Андрей Москвин (Польша), Нина Мазур (Германия), Анжелина Рожка (Молдова) и другие, театр представил мелодраму Ричарда Баэра  «Смешанные чувства» в постановке Бекпулата Парманова и Каната Максутова. Спектакль получил высокую оценку и был удостоен почетного диплома.
В 2015 году в г. Санкт-Петербурге состоялся показ спектакля по пьесе У. Шекспира «Ромео и Джульетта» в рамках Международного  фестиваля русских театров стран СНГ и Балтии «Встречи в России». Спектакль открыл фестиваль и получил высокую оценку международного театрального жюри.
В том же году в рамках празднования дня столицы на сцене театра прошел III Международный театральный фестиваль «Сахнадан салем!». Был представлен спектакль по пьесе Анны Яблонской «Язычники». Спектакль единодушно получил наивысшую оценку ведущих мировых и отечественных театральных критиков Айгуль Умаралиевой, Еркина Жуасбека, Талгата Теменова и Сании Кабдиевой за высокое актерское мастерство, драматургию и отличную режиссерскую работу. Этот же спектакль был показан на III Международном фестивале исполнительских искусств «Откровение», проходившем в Алматы. «Язычники» сразу после показа оказались в числе фаворитов, и Тамара Арапова – руководитель отдела международных программ фестиваля «Золотая Маска», дала театру рекомендацию по приглашению на XVII международный фестиваль «Радуга» (Россия, Санкт-Петербург). В Санкт-Петербурге театр стал обладателем специального диплома Ассоциации независимых критиков.
Заслужил одобрительные отзывы театроведов и спектакль «Черный монах» А.Чехова, с которым театр выступил на Международном театральном фестивале «Мелиховская весна-2016».
Кроме того, 20 сентября 2016 года в зале международного Дома музыки Москвы жителям столицы России ГАРДТ им. М. Горького впервые представил спектакль «Томирис — царица сакская» по роману Б. Жандарбекова в рамках «Дней культуры Астаны в Москве». Жители и гости Москвы получили уникальную возможность ближе познакомиться с культурой и историей Казахстана: этому способствовала и развернутая экспозиция этноаула, и демонстрация лучших фильмов казахстанского кинематографа последних лет, и, конечно, спектакль «Томирис — царица сакская». Театральный зал Дома музыки в день показа был полностью заполнен, по окончании спектакля зрители несколько раз вызывали артистов на бис и проводили их за кулисы бурными продолжительными аплодисментами.
Одной из главной наград для театра в конце 2016 года стала Благодарность коллективу театра от Президента России В.В. Путина «за вклад в развитие и популяризацию русской культуры».
26 октября 2017 года коллектив театра принял участие в I Межрегиональном театральном фестивале «Театральная осень», посвященном 40-летию Акмолинского областного русского драматического театра г. Кокшетау. Спектакль театра «Язычники» был признан «Лучшим спектаклем» фестиваля и получил почетный Диплом.
За прошедший 2017 год коллектив принял участие в 6-ти театральных фестивалях: ХХІ Международный театральный фестиваль «Белая Вежа» (г. Брест, Белоруссия), ХІХ Международный театральный фестиваль стран СНГ и Балтии «Встречи в России» (Санкт-Петербург), V Международный театральный фестиваль «Сахнадан салем» (Астана), І Всемирный фестиваль «Астана», посвященный 80-летию А.Ашимова (Астана), ІV Республиканский фестиваль этнических театров (Астана), І Международный театральный фестиваль «Synergy #wtf» (г. Нови Сад, Сербия).
Во всех этих фестивалях были отмечены талантливые актеры театра. Так, в Белоруссии была награждена Полина Харламова за лучшую женскую роль, сыгранную в спектакле А. Яблонской «Язычники». Коллектив получил специальный диплом в Санкт-Петербурге. Известные театральные критики дали высокую оценку артистам на фестивалях, прошедших в столице Казахстана. Актриса Светлана Фортуна стала победителем в номинации «Лучшая женская роль» за созданный ею образ Анны Карениной в одноименном спектакле.
В феврале 2018 года горьковцы приняли участие в V Международном фестивале исполнительских искусств «Откровение» в Алматы, где спектакль «Евгений Онегин» А. Пушкина в постановке московского режиссёра Ю. Квятковского был признан одним из лучших спектаклей фестиваля.
В апреле 2018 года в рамках 20-летия столицы с уже нашумевшим «Евгением Онегиным» театр принял участие в юбилейном XX Международном театральном фестивале стран СНГ и Балтии «Встречи в России» в Санкт-Петербурге. Спектакль был высоко оценен членами экспертного жюри фестиваля, а так же директором театра «Балтийский дом», председателем совета директоров Балтийского международного фестивального центра, Заслуженным работником культуры России Сергеем Шубом, который отметил, что спектакль горьковцев стал одним из самых значительных событий фестиваля, заслужил большой успех у публики и вызвал заинтересованное обсуждение профессионалов». По итогам фестиваля театр был удостоен Премии имени Кирилла Лаврова «за вклад в развитие русского театрального искусства». На сегодняшний горьковцы единственный среди русских театров Казахстана коллектив, удостоенный данной высокой международной награды.
Ежегодно артисты театра становятся «лучшими из лучших» по версии Национальной театральной премии Казахстана «Сахнагер», учрежденной в 2017 году. Главный художник театра, Деятель культуры РК Канат Максутов был признан «Лучшим художником-сценографом Казахстана», Заслуженный деятель РК Роман Чехонадский победил в номинации «Лучшая мужская роль 2018», а молодые актеры Полина Харламова и Сергей Маштаков стали победителями в номинации «Үміт» («Надежда»).
В течение более ста лет театр включает постановки с античных времен до классиков русской и казахской литературы XIX—XX вв.
В репертуаре театра более 30-ти спектаклей по произведениям отечественной и мировой драматургии, представляющих широкий спектр жанров и эстетических направлений, для зрителей всех возрастных категорий. Традиционно в репертуаре представлено болле 10-ти детских сказок.
Многие артисты труппы награждены званиями и медалями, в том числе и российскими, за актерское мастерство и вклад в культуру.

## Труппа театра
В разные годы в Русской драме им. М. Горького работали:
Актёры
- Народный артист Казахской ССР Е. Орел
- Народный артист РК (Республики Казахстан) В. Архипенков
- Заслуженные артисты Казахской ССР Е. Марулина, С. Групп, Н. Миловидов, А. Ходаев, И. Горошевич, Н. Назарковская, А. Червов
- Заслуженная артистка Молдавии Р. Светинская
- Заслуженный артист БАССР Д. Терентюк
- Лауреат Государственной премии СССР М. Ковалева,
- Заслуженный деятель культуры РК, кавалер ордена «Курмет» С. Прилуцкая
- Ведущий мастер сцены, кавалер ордена «Курмет» Иваненко Владимир Степанович (1929-2019) и др.

Режиссёры
- заслуженный деятель искусств Казахской ССР И. Сермягин,
- заслуженный деятель РК, обладатель серебряной медали им. А. Д. Попова Ж. Омаров,
- главный режиссёр театра им. К. Куанышбаева, Народный артист РК СССР, Лауреат Государственных премий СССР и РК, обладатель ордена «Халык Кахарманы» А. Мамбетов,
- Заслуженный деятель искусств РК Ю. Ханинга-Бекназар
- режиссёры из России А. Каневский, В. Тыкке, О. Зарянкин, Л. Чигин, В. Бородин, Ю. Кокорин и др.

### Современный состав
Руководство:
Директор театра – Айболат Жаудыр, Заслуженный деятель РК
Режиссер - Бекпулат Парманов, Заслуженный артист РК, «За трудовое отличие», «Еңбек ардагері»
Главный художник – Канат Максутов, «Деятель культуры», «За трудовое отличие»
Балетмейстер – Роза Бельгибаева, «Мәдениет саласының үздігі» 
Актёры:
- Абаназиди Зинаида Филипповна, «Мәдениет саласының үздігі»
- Анопченко Иван Викторович, «Мәдениет саласының үздігі»
- Апрельская (Штильман) Ульяна Юрьевна, «Мәдениет саласының үздігі»
- Бандышева Мария Петровна, «Мәдениет саласының үздігі»
- Бойко Оксана Стасисовна, «Мәдениет саласының үздігі»
- Дроботова Нина Юрьевна, «Мәдениет саласының үздігі», «Еңбек ардагері»
- Карачаров Евгений Михайлович, «Мәдениет саласының үздігі»
- Кирибаев Болат Садирович, «Мәдениет саласының үздігі»
- Кожантаев Диас Олжасович
- Козулёв Юрий Александрович
- Корженко Александр Анатольевич, «Деятель культуры»
- Косенко (Трегубенко) Наталья Павловна, Заслуженная артистка РК, кавалер Ордена Дружбы Российской Федерации, «Еңбек ардагері»
- Красникова Асель Батырбековна
- Крючкова Людмила Ивановна, Заслуженный деятель РК, «За трудовое отличие»
- Майлыбаева Индира Булатбековна
- Максим Екатерина Викторовна, кавалер ордена «Достық» II степени
- Матасова Екатерина Дмитриевна
- Матвеев Сергей Фёдорович, Заслуженный деятель РК, Народный артист КР, кавалер Ордена Дружбы Российской Федерации
- Матвеева Наталия Ивановна, обладательница Почётной грамоты Президента РК, «Еңбек ардагері», «Мәдениет саласының үздігі»
- Маштаков Дмитрий Сергеевич
- Понеделкова Анастасия Сергеевна
- Пупкова Анна Сергеевна
- Саржан Саги Мухтарович
- Седин Игорь Викторович, «Мәдениет саласының үздігі», «За трудовое отличие»
- Сираев Денис Анатольевич
- Соболев Илья Евгеньевич
- Фатыхова Эльмира Раджабовна
- Федоренко Олег Константинович
- Фортуна Светлана Сергеевна, кавалер ордена «Кұрмет»
- Халикова Айжулдыз Баглановна, «За трудовое отличие»
- Харламова Полина Валерьевна, «Мәдениет саласының үздігі»
- Хомко Данил Михайлович
- Ященко Максим Юрьевич

## Репертуар
В репертуаре театра более 20-ти спектаклей по произведениям отечественной и мировой драматургии в широком спектре жанров и эстетических направлений для зрителей всех возрастных категорий и 12 музыкальных детских сказок.
Вечерние спектакли:
1. А. Чехов «Иванов», драма и комедия.
Реж. Александр Каневский (Москва, РФ), 19 января 2008 г.
2. М. Булгаков «Мастер и Маргарита», эклектика.
Реж. Гульсина Миргалиева, 10 июля 2005 г.
3. Н. Гоголь «Здесь все свои…», импровизация по пьесе «Ревизор». Реж. Юрий Ханинга-Бекназар, 29 июня 2002 г.
4. К. Сергиенко, Л. и А. Чутко «Прощай овраг…», сентиментальный трагифарс. Реж. Леонид Чигин (Нижний Новгород, РФ), 19 декабря 2001 г.
5. А. Вампилов «Утиная охота», драма.
Реж. Леонид Чигин (Нижний Новгород, РФ), 4 ноября 2004 г.
6. М. Угаров «Облом-OFF», трагикомедия.
Реж. Аскар Алтынбеков, 3 июня 2006 г.
7. Т. Уильямс "Трамвай «Желание», драма.
Реж. Нурлан Асанбеков, 18 апреля 2008 г.
8. А. Цагарели «Ханума», музыкальная комедия.
Реж. Владимир Бородин (Белгород, РФ), 24 января 2009 г.
9. Н. Птушкина «Браво, Лауренсия!.», комедия.
Реж. Владимир Бородин (Белгород, РФ), 17 января 2009 г.
10. Р. Отарбаев «Султан Бейбарс», легенда.
Реж. Андрей Кизилов, 22 марта 2009 г.
11. Ф. Вебер «Ужин с дураком», комедия-фарс.
Реж. Дмитрий Горник (Москва, РФ), 11 февраля 2011 г.
12. А. Оразбеков «Одинокая яблоня», драма.
Реж. Алимбек Оразбеков, 18 марта 2011 г.
13. Н. Коляда «America for Russia подарила пароход», романтический фарс. Реж. Бекпулат Парманов, 20 мая 2011 г.
14. Н. Садур «Панночка», триллер.
Реж. Леонид Чигин (Нижний Новгород, РФ), 11 ноября 2011 г.
15. К. Гольдони «Кьоджинские перепалки», комедия.
Реж. Сергей Матвеев, 9 марта 2012 г.
16. И. Вырыпаев «Валентинов день», ироническая драма.
Реж. Бекпулат Парманов, 26 октября 2012 г.
17. Л. Толстой «Милости просим, господа неверующие!.», презентация конца света в одном действии по комедии «Плоды просвещения». Реж. Юрий Ханинга-Бекназар, 7 декабря 2012 г.
18. И. Эркень «Тот, майор и другие», комедия.
Реж. Сергей Матвеев, 15 марта 2013 г.
19. О. Бокей «Последнее причастие», драма.
Реж. Нурганат Жакыпбай, 21 июня 2013 г.
20. А. Касона «Дикарь. Третье слово», мелодрама.
Реж. Бекпулат Парманов, 28 июня 2013 г.
21. У. Шекспир «Ромео и Джульетта», не трагедия.
Реж. Нурлан Асанбеков (Бишкек, КР), 18 октября 2013 г.
22. Р. Баэр «Смешанные чувства», мелодрама.
Реж. Бекпулат Парманов, 31 января 2014 г.
23. А. Макаёнок «Затюканный апостол», трагикомедия.
Реж. Обид Абдурахманов, 25 сентября 2014 г.
24. ПРЕМЬЕРА А. Яблонская «Язычники», драма.
Реж. Йонас Вайткус
Утренние спектакли:
Утренние спектакли:
1. В. Трегубенко «Домик для царя зверей», сказка.
Реж. Виктор Трегубенко, 21 декабря 2005 г.
2. Е. Шварц «Красная Шапочка», сказка.
Реж. Людмила Крючкова, 2003 г.
3. В. Зимин «Жили-были две Лисички», сказка.
Реж. Анна Семенихина, 21 декабря 2007 г.
4. С. Астраханцев «Братец Лис и братец Кролик», сказка. Реж. Сергей Астраханцев, 1 марта 2008 г.
5. В. Илюхов «Волшебные яблоки», сказка.
Реж. Анна Семенихина, 21 февраля 2008 г.
6. Г. Андерсен «Дюймовочка», сказка.
Реж. Бекпулат Парманов, 1 июня 2010 г.
7. В. Илюхов «Приключение Настеньки», сказка.
Реж. Анна Семенихина, 21 декабря 2010 г.
8. Р. Киплинг «Слоненок», сказка.
Реж. Бекпулат Парманов, 15 октября 2011 г.
9. С. Астраханцев «Маленькая история Маленького Мука», сказка. Реж. Сергей Астраханцев, 18 апреля 2012 г.
10. М. Бартенев «Волшебные слова», сказка о вежливости. Реж. Бекпулат Парманов, 21 декабря 2012 г.
11. О. Розум «Как Котенок Новый год спасал», сказка.
Реж. Денис Анников, 21 декабря 2013 г.
12. А. Хайт «День рожденья Кота Леопольда», сказка.
Реж. Людмила Крючкова, 20 марта 2014 года

## Награды и признание
- За спектакль «Путь Абая» режиссёру-постановщику, народному артисту СССР А. Мамбетову вручён диплом «За лучшую режиссерскую разработку», а актёру К. Переверзеву дипломом 1 степени за исполнение роли молодого Абая.
- Спектакль «Хан Кене», поставленный к столетию со дня рождения М. Ауэзова режиссёром К. Джетписбаевым, Заслуженным деятелем искусств РК, занял 1 место на Республиканском театральном фестивале.
- Спектаклю «Чайка» (режиссёр-постановщик народный артист СССР А. Мамбетов) на IX Республиканском фестивале присуждено первое место и присвоено звание лауреата фестиваля.
- 2003 — Международный фестиваль творческой молодёжи «Шабыт»: спектакль «Прощай, овраг …» в постановке российского режиссёра Л. Чигина по пьесе К. Сергиенко, Л. и А. Чутко получает первое место. Актёрам театра Р. Чехонадскому и С. Фортуне вручены премии за лучшую мужскую и женскую роли.
- 2004 — Р. Чехонадский удостоен того же почётного звания за исполнение роли Раскольникова в спектакле по роману Ф. Достоевского «Преступление и наказание».
- Впервые премия Московского правительства «Соотечественник» за пропаганду русской культуры и искусства на территории Казахстана была вручена народному артисту РК В. Архипенкову, народному артисту КР С. Матвееву, Заслуженной актрисе РК Н. Косенко и заведующей литературной частью Л. Абасовой.
- 2004 год — V Международный фестиваль творческой молодёжи «Шабыт». Спектакль «И был день…» по роману Ф. М. Достоевского «Преступление и наказание». Лауреат фестиваля. Режиссёр-постановщик Заслуженный деятель РК Юрий Ханинга-Бекназар. Актёру Р. Чехонадскому, исполнителю роли Раскольникова, вручен диплом «За лучшую мужскую роль».
- 2005 год — спектакль «Домик для царя зверей» В. Трегубенко занял 2-е место на VIII региональном фестивале «Театр глазами детей» (г. Караганда).
- 2006 год с 15 по 22 марта — Международный фестиваль русских драматических театров (г. Саранск, Республика Мордовия). Спектакль «Здесь все свои…» по пьесе Н. Гоголя «Ревизор». Режиссёр-постановщик Заслуженный деятель РК Юрий Ханинга-Бекназар. Почетный диплом участника фестиваля и благодарность Главы Республики Мордовия.
- 2006 год, 21-24 сентября — I Международный фестиваль «Театр әлемі» (г. Астана). Спектакль «Не верь глазам своим…» по пьесе Ж.-Ж. Брикера и М. Ласега «Мужской род, единственное число». Режиссёр-постановщик Народный артист Кыргызской Республики, «Деятель культуры» РК Сергей Матвеев. Спектакль — Лауреат фестиваля.
- 2007 год, 13-21 апреля — IX Международный фестиваль русских театров стран СНГ и Балтии «Встречи в России» (г. Санкт-Петербург). Спектакль «Здесь все свои…» по пьесе Н. Гоголя «Ревизор». Режиссёр-постановщик Заслуженный деятель РК Юрий Ханинга-Бекназар. Театр удостоен Почетного диплома участника фестиваля.
- 2007 год, 2-8 мая — Международный фестиваль в рамках Всемирного конгресса, посвященного году русского языка (Гранада, Испания). Спектакль «Каменный гость» по пьесе А. Пушкина. Режиссёр-постановщик Народный артист Кыргызской Республики, «Деятель культуры» РК Сергей Матвеев. Артисты театра впервые в истории фестиваля получили звание Лауреатов.
- 2008 год, 20-26 октября — III Международный театральный фестиваль, посвящённый творчеству У. Шекспира (Пекин, Китай). Спектакль «Гамлет» У. Шекспира. Режиссёр-постановщик А. Каневский (г. Москва), художник-сценограф — Заслуженный деятель искусств Республики Хакасия, Лауреат Государственной премии СССР Б. Амансахатов. Театр стал первым и единственным казахстанским театром, принявшим участие в фестивале такого масштаба.
- 2010 год, 6-12 апреля — XII Международный фестиваль русских театров стран СНГ и Балтии «Встречи в России» (г. Санкт-Петербург). Спектакль «Иванов» А. Чехова. Режиссёр-постановщик А. Каневский (г. Москва), художник-постановщик «Деятель культуры» РК К. Максутов. «Иванов» был признан одним из интереснейших спектаклей по произведениям А. Чехова на территории стран Содружества. Театр удостоен Почетного диплома.
- 2011 год, 17-21 сентября — III Международный фестиваль драматических театров республик Северного Кавказа, государств Черноморского и Каспийского регионов. Спектакль театра «Мастер и Маргарита» М. Булгакова в постановке Заслуженного деятеля искусств Республики Казахстан Г. Миргалиевой получил положительную оценку ведущих театральных критиков России и членов международного жюри. Наряду с Казахстаном свои спектакли представили 16 театров из 12 регионов России, а также театры Израиля и Германии. Театр удостоен Почетного диплома фестиваля.
- 2011 год, 11-15 ноября — Уникальный гастрольный проект в кыпчакском городе Сольнок Венгерской Республики. В рамках 20-летия Независимости Казахстана в знак свидетельства казахстанско-венгерской дружбы коллектив театра выступил на сцене Культурного Центра Аба Новак г. Сольнок со спектаклем-легендой «Султан Бейбарс». Поездка стала для коллектива театра настоящим праздником. Такие встречи ещё раз подчеркивают великую объединяющую роль тюркской культуры в истории Центрально-Азиатского Казахстана и Европейской Венгрии.
- 2012 год, 9-14 апреля — XIV Международный фестиваль русских театров стран СНГ и Балтии «Встречи в России» (г. Санкт-Петербург). Спектакль «Панночка» Н. Садур по повести Н. Гоголя «Вий». В фестивале приняли участие театры из Белоруссии, Украины, России, Латвии, Эстонии, Израиля, Германии, Испании и Казахстана, который на самом высоком уровне представил столичный русский театр. Членами международного жюри была дана не просто положительная оценка горьковскому спектаклю, а высказаны теплые и справедливые слова о том, что «в Казахстане зарождается новое, прогрессивное, самобытное русское сценическое искусство», которое «заставляет иначе смотреть на жизнь», которое «открывает в человеке невиданное». Театр удостоен Почетного диплома фестиваля.
- 2013 год, 1-7 июля — Первый международный театральный фестиваль «Сахнадан Сәлем», посвящённый 15-летию столицы Астаны. Спектакль «Дикарь. Третье слово» стал Лауреатом фестиваля.
- 2013 год, 27 — 29 сентября — участие в XXI Республиканском фестивале драматических театров Казахстана, посвященном 90-летию Т. Ахтанова в городе Актобе. Спектакль «Последнее причастие» («Атау-кере») Оралхана Бокея получил высокую оценку членов жюри и экспертной комиссии, и был удостоен Диплома в номинации «За достойное возвеличивание национального характера».
- 2014 год, 1-7 июля — Второй международный театральный фестиваль «Сахнадан Сәлем» в Астане. Спектакль «Гнездо воробья» по пьесе Л. Агулянского был удостоен звания Лауреата фестиваля.
- 2016 год, 21 октября — Благодарность Президента Российской Федерации (Россия) — за вклад в сохранение и популяризацию русской культуры в Республике Казахстан[1].